# Clarksville (Iowa)
Clarksville è una città degli Stati Uniti d'America, situata nello Stato dell'Iowa, nella contea di Butler.